# Batu Putik
Batu Putik is een bestuurslaag in het regentschap Oost-Lombok van de provincie West-Nusa Tenggara, Indonesië. Batu Putik telt 4396 inwoners (volkstelling 2010).